# Jadranka Garin
Jadranka Garin (Antofagasta, 19. kolovoza 1963.) je hrvatska pijanistica iz Splita.
Rodila se je u Čileu u obitelji hrvatskih iseljenika. U Hrvatskoj živi od 1974. godine. U Splitu je završila srednju glazbenu školu i jezičnu gimnaziju. Upisala je studij klavira na Muzičkoj akademiji u Zagrebu, gdje je diplomirala 1986. u klasi prof. Harryja Guseka. 1990. je završila poslijediplomski studij u klasi prof. Vladimira Krpana. U njenom glazbenom formiranju interes za komornu glazbu pobudili su seminari kod Tonka Ninića.
Održala je mnogobrojne solističke i komorne koncerte u svim značajnijim glazbenim središtima Hrvatske, susjednim zemljama te Njemačkoj, Italiji, Grčkoj i Siriji. Nastupala je sa Splitskim komornim orkestrom pod ravnanjem maestra Pavla Dešpalja i Orkestrom Opere splitskoga Hrvatskoga narodnoga kazališta pod ravnanjem maestra Ive Lipanovića. S klarinetistom Željkom Milićem nastupala je na Glazbenim večerima u sv. Donatu. Kao komorna glazbenica ostvarila je uspješnu suradnju s mnogim stranim i domaćim glazbenicima.
Stalni je docent na Umjetničkoj akademiji u Splitu, gdje predaje glasovir i komornu glazbu. Gostujući je profesor na FPMOZ u Mostaru (Glazbeni odjel). Bila je vanjska suradnica Srednje glazbene škole fra. Ivana Glibotića u Imotskom.